# 西港慶安宮
23°07′17″N 120°12′06″E / 23.121350°N 120.201742°E
西港慶安宮位於臺灣臺南市西港區，是主祀天上聖母的廟宇，此外同祀中壇元帥、境主公（城隍爺）、十二瘟王等神:27。1945年慶安宮南巡到臺南開基玉皇宮，受玉皇上帝勅封後，正式廟名才改為「玉勅慶安宮」:28。而在1987年重修完成後，因廟宇建築採用繁複之雕工披覆金箔裝飾而成，所以又稱「金大廟」:28。該廟又有「西港仔廟」、「西港大廟」的俗稱。該廟也是列為中華民國國定民俗的西港刈香主辦廟宇，是西港地區重要的信仰中心。
由於慶安宮所在地據說是「鯉魚穴」，所以廟宇屋頂上雕塑了鯉魚像，鯉魚也成為西港慶安宮的重要標誌。

## 沿革

### 建廟由來

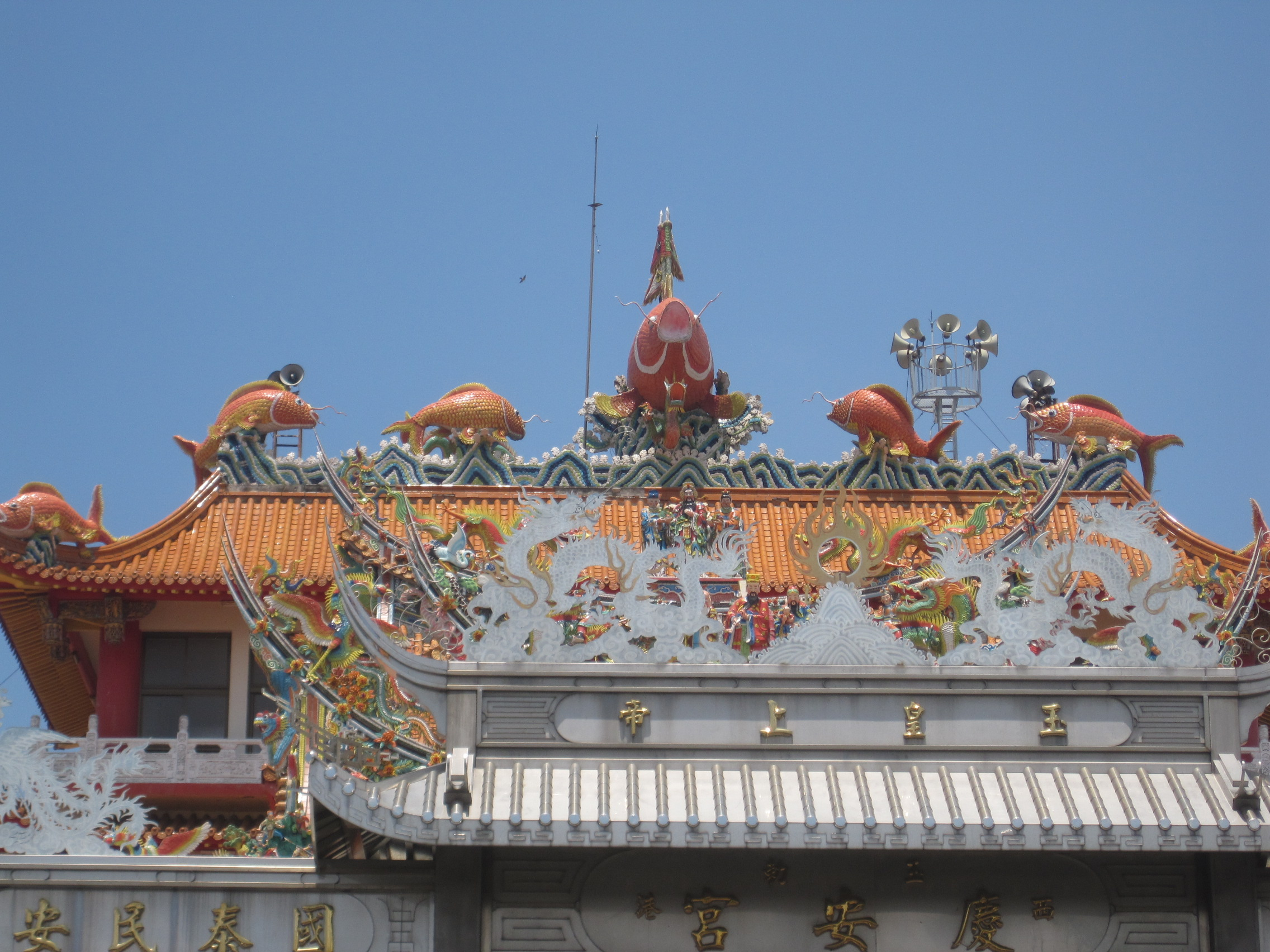
西港慶安宮屋頂的鯉魚

西港慶安宮的創建時間，據《臺南州祠廟名鑑》的記載是在康熙五十一年（1712年），由謝厝謝大存所倡建。另外也有倡建者是打鐵庄王長泰的說法:300。據說原本西港仔五角頭各自供奉神明，分別是西港仔街的福德正神與關聖帝君、南海埔的城隍境主、堀（窟）仔頭的城隍媽（境主媽）、瓦厝內的中壇元帥、茄苳腳的天上聖母，後來眾人建立慶安宮將這些神明集中供奉:27、28。又據說最初是以南海埔城隍爺為主神，稱「境主公廟」，後來從鹿耳門媽祖廟分靈後，才改以天上聖母為主神。不過五角頭仍保有各自慶祝神明誕辰、杯選爐主的慣例。劉枝萬〈臺南縣西港鄉瘟醮祭典〉一文則提出西港仔街一帶可能原以中壇元帥與境主公守護神，而鹿耳門天上聖母原先分靈到姑媽宮，康熙末年因墾民移住到西港也將神像帶過去，之後合併建廟，以天上聖母為主神，廟名慶安宮:301。
而根據該廟〈慶安宮金大廟沿革碑誌〉的說法，該廟的由來可追溯到鄭成功來臺時。該碑寫說當時部隊在鹿耳門登陸，先將天上聖母安置在「媽祖宮」，後派部將從蚶西港隨水路到西港駐紮。之後在現址建慶安宮，並到媽祖宮恭迎天上聖母，從軍營迎請城隍境主及中壇元帥等神。而康熙五十一年那次是將原有簡陋神壇改建成較具規模的廟宇。但也有說法認為蚶西港隨水路到西港駐紮的，是朱一貴之亂時的清軍將領藍廷珍:300。而境主公與中壇元帥可能是隨鄭軍來臺，但天上聖母應是分靈自鹿耳門媽祖廟。另外據吳新榮的採訪紀錄，也有慶安宮天上聖母是從八份姑媽宮搶救而來的說法:300。文史工作者盧嘉興曾提出西港慶安宮是八份姑媽宮移建而成的說法。劉枝萬〈臺南縣西港鄉瘟醮祭典〉一文也提到有說法認為慶安宮是道光廿八年（1848年）四月，由謝就、林盛、林尤胤、李烏茅、徐武等人募款，才從姑媽宮遷建於現址:300。此外西港香在由慶安宮接辦之後，將請水地點改為鹿耳門的原因，除了慶安宮媽祖分靈自鹿耳門媽祖廟外，也有人提出是藉謁祖正名以回應「大媽實為姑媽宮仙姑娘媽」之傳言的說法:42。
另外康熙五十六年（1717年）成書的《諸羅縣志》並未記載西港慶安宮。該書所記載的「天妃廟」只有在城南縣署之左（諸羅天妃宮）、外九庄笨港街（笨港天后宮）、鹹水港街（鹽水護庇宮）、淡水干豆門（關渡宮）的四間，另外該書有記載西港的「姑媽廟」（即八份姑媽宮）。

### 發展
慶安宮據說於乾隆年間重修一次（也有是康熙年間的說法）:300。廟方〈台南縣西港玉勅慶安宮金大廟沿革碑誌〉（1979年立，1996年校正重刻）將康熙五十一年（1712年）那次視為第一次重修，並未有乾隆年間重修的說法。道光三年（1823年）曾文溪大水重創八份姑媽宮（懿德宮），因此請水遶境活動改由慶安宮接手主辦:40。道光廿七年（1847年），由慶安宮總理謝淡格、生員林紀雲、耆老林敬老、方允德、李活水、黃清淵等人發起第二次重修。此次重修後慶安宮舉行首次王醮，並且決定今後三年一科醮:28。
進入日治時期後，明治卅四年（1901年）由董事黃玉振首倡募資進行第三次重修，約募得3千圓。昭和五年（1930年）由王李慶、郭清淵與黃圖主事修建兩廂，是為第四次重修。二次大戰後，西港慶安宮在總裁郭泰山、管理李錦連、會計李長榮、縉紳王季慶倡修，於民國36年（1947年）進行第五次重修。該次重修工程於民國44年（1955年）完工，同年舉行第58科（乙未科）西港刈香，並將科醮的「總裁」一稱改為「會長」。又據說在壬辰香科（1952年）時，王爺便降旨要興建東嶽地藏王寶殿。民國47年（1958年），李錦連便策劃地藏王寶殿的增建。但因為規模與所需經費龐大，工事無法順利推展，直到甲辰香科（1964年）黃圖出任會長才積極推動，該年落成:301。民國60年（1971年），慶安宮年久失修，會長黃圖倡議拆除舊廟重建。經董監事大會通過後，成立重建委員會，主任委員由黃圖擔任。該次重建於民國76年（1987年）落成，除了興建新廟外，還有興建三層樓高的香客大樓、凌霄寶殿與禹門亭。因為該次重建使用金箔裝飾全廟，慶安宮因而又稱「金大廟」。此外民國81年（1992年）進行後殿的拆除重建，以使前後殿外觀有一致性。

## 祀神
- 正殿
  - 一樓

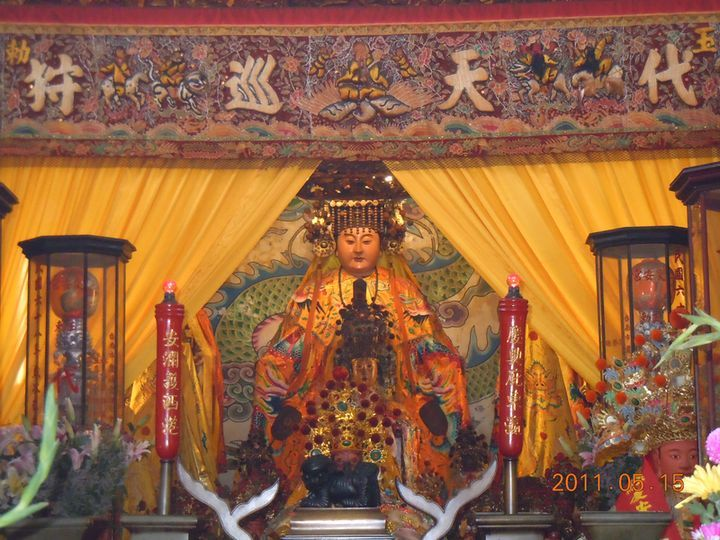
玉勅慶安宮天上聖母神像

    - 大門：康元帥、辛元帥、羅德君大帝（范、謝將軍）
    - 正殿：天上聖母、福德正神、註生娘娘
    - 右廂文衡殿；關聖帝君、延平郡王
    - 左廂城隍殿；城隍境主、保生大帝

  - 二樓
    - 凌霄寶殿：玉皇上帝、三官大帝、代天巡狩 、南斗星君 、北斗星君

- 後殿
  - 東嶽殿；東嶽大帝
  - 地藏王寶殿；地藏王菩薩、十殿閻羅天子、觀音菩薩、面然大士
  - 右龕；斗姥星君、五斗星君、六十太歲星君
  - 左龕；張府天師、普化天尊、王靈天君

### 十二瘟王
西港香每科會迎請十二瘟王中的其中三位，香科當年值年者稱為大千歲，次一年為二千歲，再次一年為三千歲，四科完成一次循環:167。
| 香科     | 大千歲 | 二千歲 | 三千歲 |
| -------- | ------ | ------ | ------ |
| 丑年香科 | 余文   | 侯彪   | 耿通   |
| 辰年香科 | 吳友   | 何仲   | 薛溫   |
| 未年香科 | 封立   | 趙玉   | 譚起   |
| 戌年香科 | 盧德   | 羅士友 | 張全   |

## 宗教儀式

### 西港刈香
西港刈香是南瀛五大香（後增為七大香）之一，西港香為其中之最而有「臺灣第一香」之稱:18。先是於民國97年（2008年）6月27日公告為臺南縣的文化資產，次年（2009年）2月17日再經行政院文建會核定為國定重要民俗文化資產:10、12。西港香主要內容有「刈香」與「王醮」，於每逢丑、辰、未、戌年的農曆四月中下旬舉行:18。每一科的確切日期不定，且會在前一年元宵確認「五主會」（主會首、副會首、都會首、協會首、讚會首）。此外能成為「五主會」的人，必須要是來自五角頭的信徒。
該活動原本是由八份懿德宮（今八份姑媽宮）所舉行的請水繞境活動，第一科是從乾隆四十九年（1784年）開始。但在道光三年（1823年）因為曾文溪大水重創八份懿德宮一帶，因此該活動改由西港慶安宮接辦。而關於慶安宮是從哪一科開始接手，有說法是自道光三年癸未科開始，但是黃文博《南瀛王船誌》有指出大水是在該年七月發生，而請水繞境是在四月舉行，應不會在大水之前就更換主辦廟宇，所以應該是從道光六年（1826年）丙戌科才開始由西港慶安宮主辦。該活動歷史悠久，除昭和十八年（1943年）因太平洋戰爭未舉行遶境（但有舉行王府科儀），至今未曾間斷:206。而香路之規模，也從八份懿德宮（姑媽宮）時期之原十三村鄉，擴至三十六村鄉，增加至七十二村鄉，至現今九十六村鄉，香路範圍涵蓋現今西港、七股、佳里、安定及安南等地:210。

### 九皇禮斗護國消災大法會
該儀式的起源據說是過去在農曆九月初一到初九進行的「九皇齋」，是在這段「北斗九皇」（北斗七星）降生期間進行的齋戒。齋戒期間必須祭拜斗姥元君，早晚誦念斗母經。後來演變成各廟宇在農曆九月初一進行的九天禮斗法會。
西港慶安宮原先並未進行該法會，是到了1974年才開始舉行，之後年年舉辦「九皇禮斗護國消災大法會」。法會中會有道士設壇誦經禮懺，此外會將參與者的生辰八字寫在疏文上以祈福消災。此外也會舉行過限橋或平安橋的，以讓參與者「過運」。西港區各廟中，僅慶安宮會舉行此類法會。

## 文物
慶安宮保存有數面古匾與石碑等文物，多放置在後殿或香科文物大樓。而歷史最悠久的匾額據說是康熙五十二年（1713年）由五角頭耆老敬獻的「后德配天」匾，此外還有「威靈廣濟」（1827年）、「恩威竝濟」（1847年）、「代天府」（1848年）、「赫濯聲靈」（1848年）等古匾。
此外慶安宮旁立有「安定里向忠亭碑」，是文史工作者盧嘉興所發現，當時充當成慶安宮的階石。碑文大多已磨損，只能辨識一部分。該石碑是乾隆九年（1744年）「西六分堡」（漢人聚落）、「東十一社」（平埔族群聚落）共同豎立，紀念因朱一貴事件而建立的向忠亭。向忠亭是清廷為褒揚協助清軍的當地仕紳吳士連而建，位在其大宅前，據說文武百官路過都要停轎下馬跪拜。後來向忠亭年久失修，附近居民乃集資整修並立碑為記。

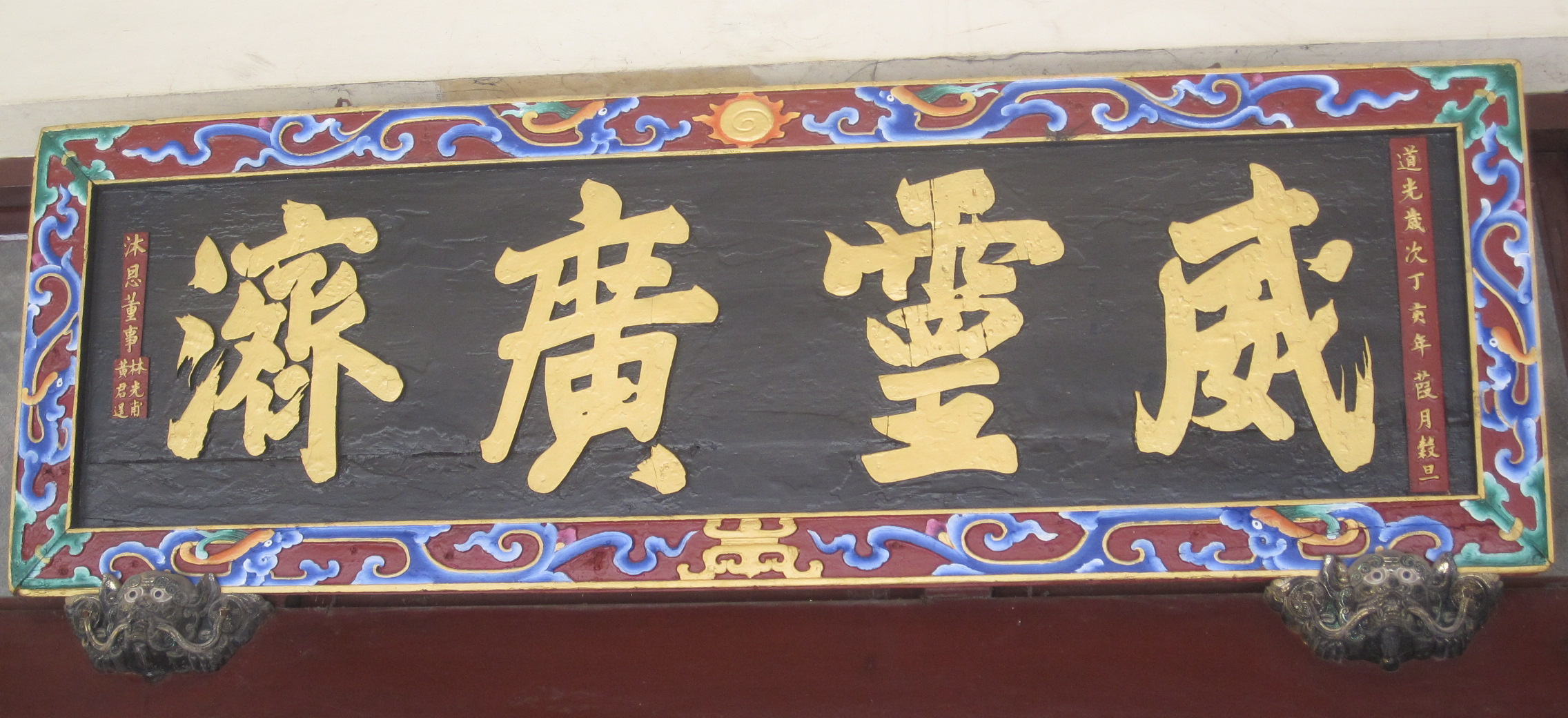
「威靈廣濟」匾
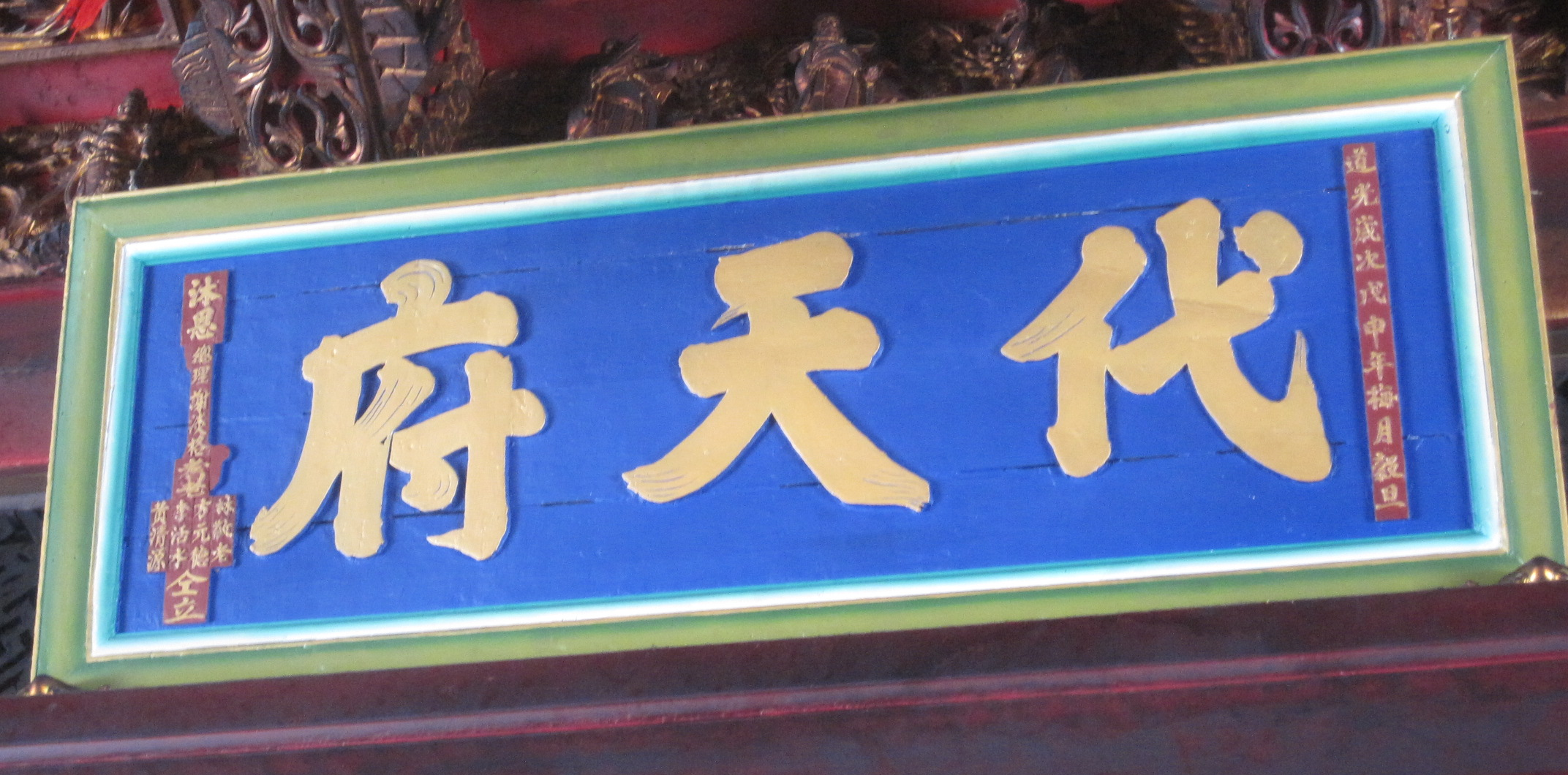
「代天府」匾
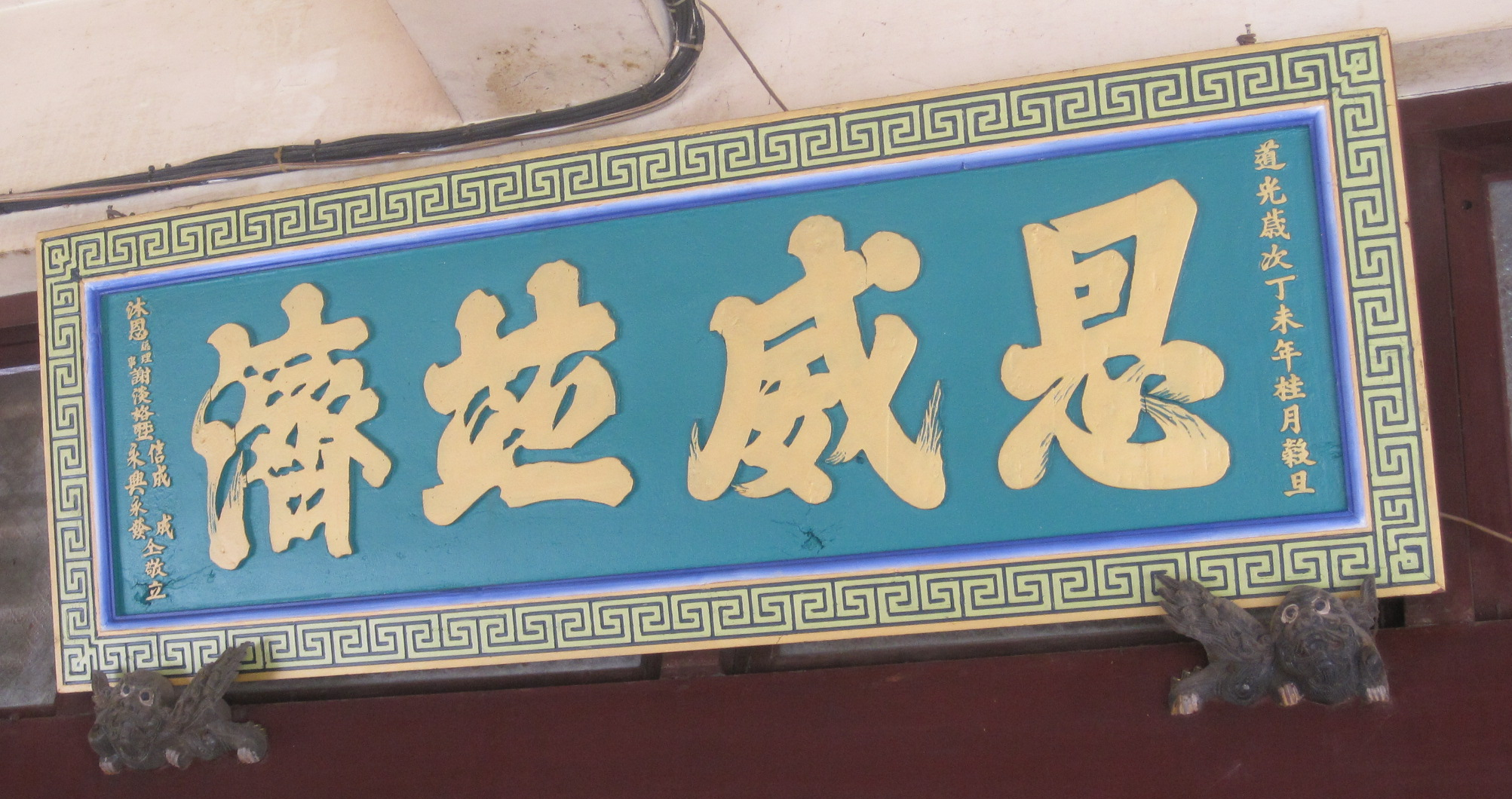
「恩威竝濟」匾
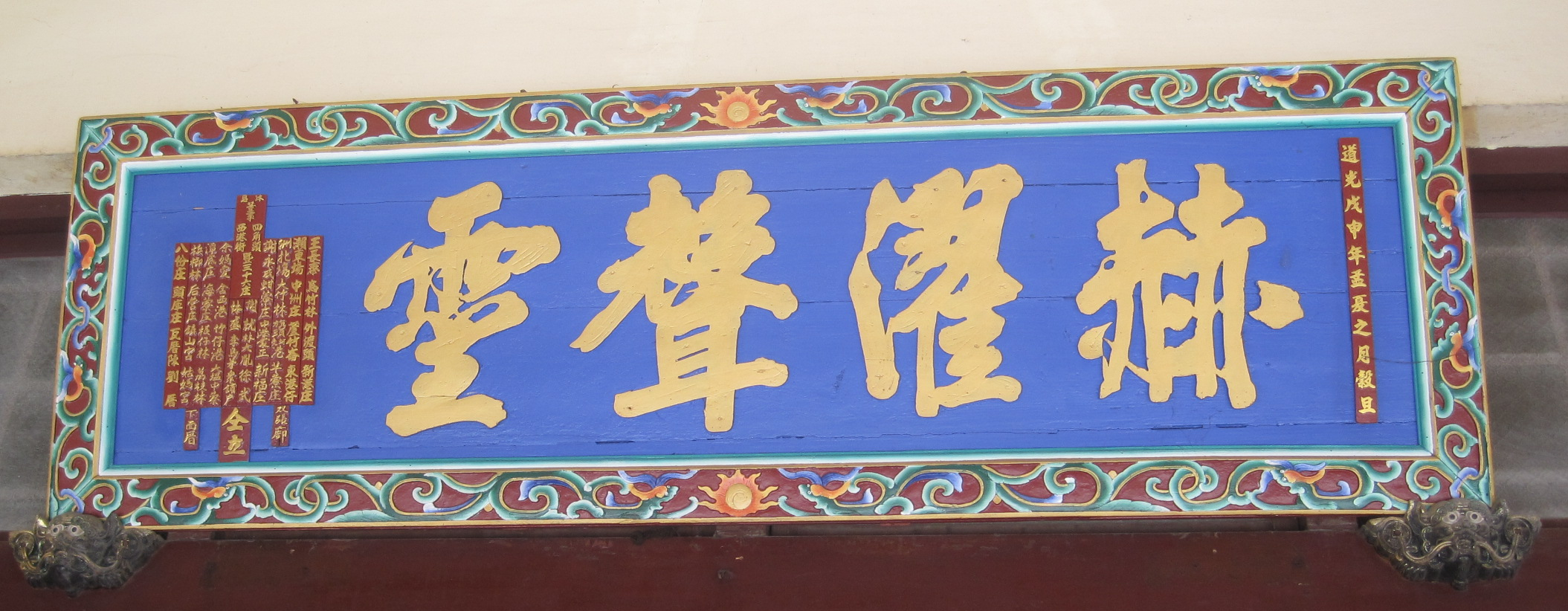
「赫濯聲靈」匾[註 17]

## 傳說軼事

### 鯉魚穴
傳說慶安宮所在地原是凹塘，過去有泉水湧出，並有鯉魚在其中游動，堪輿家稱之為「鯉魚穴」。而在1971年11月23日（十月初六）子時舉行重建上樑儀式時，拍攝到香案上有呈現雙鯉魚形象線條的照片，地方耆老認為這是該廟位在鯉魚穴所致。另外約是在日治時期，慶安宮開始分靈出金鯉魚令旗，供信徒迎請回家供奉，俗稱「鯉魚公」。每三年舉行一次西港香時，這些分靈出去的「鯉魚公」會返回慶安宮「鑑醮」，確認這些鯉魚公神威猶存，廟方也會請師傅予以整飾。

### 千歲爺
傳說在西港香期間，凡在千歲爺賞兵拜拜時偷東西的小偷，會將贓物帶到王衙自首。因為小偷會感覺到似乎有人在跟著他，要他將東西歸還。小偷無法擺脫，只好將贓物歸還自首。
另外過去七股鄉槺榔村（後改為七股區槺榔里，2018年併入義合里）據說在某次西港香出了一個牛犁歌陣頭，陣頭人員在慶安宮等待時，有一人將錢帶放在某香舖忘了拿。之後想起回到香舖尋找時，老闆卻起貪念說沒有看到錢袋。同行者問該人這些錢的用途，他表示這些錢是要買金紙燒給千歲爺賞兵用。結果香舖突然失火，眾人搶救撲滅火勢後，清點損失發現被燒掉的金紙剛好是那筆錢可以買的金紙數量。

## 外部連結
- 西港慶安宮 （页面存档备份，存于）
- 西港玉勅慶安宮-刈香、遶境、王船醮 （页面存档备份，存于）